# Polyscias amplifolia
Polyscias amplifolia é uma espécie vegetal do gênero Polyscias.

## Sinônimos
- Gastonia amplifolia (Baker) R.Vig.
- Panax amplifolius Baker
- Panax gomphophyllus Baker
- Polyscias gomphophylla (Baker) Harms